# Zugspitze
Zugspitze je s 2962 m nadmorske visine najviši vrh Njemačke.
Pripada sjevernom dijelu Alpa i služi kao granični vrh između Njemačke i Austrije.